# 노르웨이 석유 박물관
노르웨이 석유 박물관(노르웨이어: Norsk Oljemuseum)은 노르웨이 스타방에르에 있는 석유 박물관이다. 건축회사 룬데 & 뢰브세트 아르키테크테르가 설계하였으며 1999년 5월 20일에 개관하였다. 바다에서 보면 박물관은 작은 석유 플랫폼처럼 보이며, 스타방에르항의 랜드마크로 만들었다.